# ماريانو سواريز
ماريانو سواريز (بالإسبانية: Mariano Suárez Veintimilla)‏ (و. 1897 – 1980 م) هو سياسي من الإكوادور ولد في اوتابالو.